# Begum Sultan
Begum Sultan (cca 1516 – 1593) byla konkubína a královna Íránu v letech 1524 až 1576. Byla první a hlavní konkubínou krále Tahmaspa I. z dynastie Safíovců. Byla matkou jeho následníka, krále Ismaila II. a krále Mohammeda Khodabandy, který vládl od roku 1578 až do své smrti v roce 1587. 

## Život
Begum byla dcerou guvernéra z Ázerbájdžánu jménem Musa Sultan bin ‘Isa Beg Musullu. Titul sultán nosil jako vůdce turkmenského kmene. Její matka, královna Tajlu Khanum, byla sestřenicí jejího otce. Tahmasp se s ní oženil nejspíše v době, kdy zemřel jeho otec Ismail I. Stala se jeho hlavní manželkou a porodila mu dva syny; prvního Mohammeda, když bylo Tahmaspovi osmnáct let (1532) a druhého v roce 1537.
Begum Sultan měla ve dvoře krále vysoké postavení a jejím vezírem byl Khwaja Ibrahim Khalil. Vlastnila tzv. muqarariyat (trvalé a pevné vlastnictví) na území západního Chorásánu.